# الاتحاد (رام الله)
الاتحاد مجلس بلدي فلسطيني مكون من قرى بيتللو، جمالا ودير عمار، وهو من بلديات الضفة الغربية في محافظة رام الله والبيرة. وهو من المناطق المحتلة في حرب عام 1967.

## التأسيس
تأسس تجمع سكني الاتحاد شمال غرب محافظة رام الله والبيرة عام 1997، حيث تم دمج قرى بيتللو وجمّالا ودير عمار في مجلس بلدي واحد. لاحقًا تم حل المجلس.

## الجغرافيا
يقع الاتحاد على بعد 12.5 كيلومترًا هوائيًا شمال غرب مدينة رام الله. يحد الاتحاد كوبر وتجمع الزيتونة من الشرق، ودير أبو مشعل ودير نظام وعابود من الشمال وشبتين ودير قديس من الغرب، ورأس كركر وخربثا بني حارث أما الزيتونة والجانية من الجنوب.

## السكان
دخلت فلسطين وفود كبيرة عبر العصور من تجار وغيرهم؛ وذلك لموقعها الهام كنقطة وصل بين القارات، ومركز للحضارات والأديان.
| السنة           | تعداد (1997) | تعداد (2007) | تعداد (2017) |
| --------------- | ------------ | ------------ | ------------ |
| التعداد السكاني | 4,917        | 6,803        | 8,482        |

## التجمعات

### بيتللو
قرية من قرى الضفة الغربية في محافظة رام الله والبيرة، تقع إلى الشمال من القدس. بلغ عدد سكانها حوالي 3,465 نسمة (لا يشمل المغتربين) حسب التعداد العام للسكان والمساكن والمنشآت عام 2017. وهي من القرى المحتلة في حرب عام 1967.
تقع بيت إللو في الناحية الشمالية الغربية من محافظة رام الله والبيرة على ارتفاع (531) مترًا عن سطح البحر. تبعد عن مركز مدينة رام الله حوالي 19 كم. وهي أكبر قرى الاتحاد سكاناً ومساحة.

### جمّالا
قرية من قرى الضفة الغربية في محافظة رام الله والبيرة، تقع إلى الشمال من القدس. بلغ عدد سكانها حوالي 1,650 نسمة حسب التعداد العام للسكان والمساكن والمنشآت عام 2017. وهي من القرى المحتلة في حرب عام 1967.
تقع جمّالا في الناحية الشمالية الغربية من محافظة رام الله والبيرة على ارتفاع (520) مترًا عن سطح البحر. تبعد عن مركز مدينة رام الله حوالي 18 كم. وهي أصغر قرى الاتحاد سكانًا.

### دير عمار
قرية من قرى الضفة الغربية في محافظة رام الله والبيرة، تقع إلى الشمال من القدس. بلغ عدد سكانها حوالي 3,324 نسمة حسب التعداد العام للسكان والمساكن والمنشآت عام 2017. وهي من القرى المحتلة في حرب عام 1967.
تقع جمّالا في الناحية الشمالية الغربية من محافظة رام الله والبيرة على ارتفاع (540) مترًا عن سطح البحر. تبعد عن مركز مدينة رام الله حوالي 17 كم. فيها مخيم للاجئين الفلسطينيين.

## بعد حرب 1967
وقعت قرى الاتحاد في يد الاحتلال بعد حرب 1967. بعد تأسيس السلطة الوطنية الفلسطينية عام 1994، ألحقت قرى الاتحاد إداريًا بمحافظة رام الله والبيرة. وعُرِفَ 41.2% من أراضي الاتحاد على أنها المنطقة «ب»، بينما عرفت المساحة المتبقية على أنها المنطقة "ج". صادرت السلطات الإسرائيلية 858 دونمًا من أراضي الاتحاد لصالح إقامة 4 مستوطنات إسرائيلية هي: نحلئيل، تلمون، حلميش ونعاليه.

## وصلات خارجية
- موقع بلدية الاتحاد الرسمي.
- صفحة قرية بيت إللو في موقع «فلسطين في الذاكرة».
- صورة جوية لقرى الاتحاد.
- ملف تجمع سكاني الاتحاد (بيت إللو، دير عمار، جمالا) - معهد الأبحاث التطبيقية (أريج) - القدس.
- خارطة صندوق استكشاف فلسطين الغربية للمنطقة.